# Pentasteron
Genre
Pentasteron est un genre d'araignées aranéomorphes de la famille des Zodariidae.

## Distribution
Les espèces de ce genre sont endémiques d'Australie.

## Liste des espèces
Selon World Spider Catalog (version 17.5, 19/10/2016) :
- Pentasteron intermedium Baehr & Jocqué, 2001
- Pentasteron isobelae Baehr & Jocqué, 2001
- Pentasteron oscitans Baehr & Jocqué, 2001
- Pentasteron parasimplex Baehr & Jocqué, 2001
- Pentasteron securifer Baehr & Jocqué, 2001
- Pentasteron simplex Baehr & Jocqué, 2001
- Pentasteron sordidum Baehr & Jocqué, 2001
- Pentasteron storosoides Baehr & Jocqué, 2001

## Publication originale
- Baehr & Jocqué, 2001 : Revisions of genera in the Asteron-complex (Araneae: Zodariidae): new genera Pentasteron, Phenasteron, Leptasteron and Subasteron. Memoir of the Queensland Museum, vol. 46, no 2, p. 359-385 (texte intégral).